# Prados Redondos (kommunhuvudort)
Prados Redondos är en kommunhuvudort i Spanien.   Den ligger i provinsen Provincia de Guadalajara och regionen Kastilien-La Mancha, i den centrala delen av landet, 170 km öster om huvudstaden Madrid. Prados Redondos ligger 1 158 meter över havet och antalet invånare är 149.
Terrängen runt Prados Redondos är kuperad åt sydväst, men åt nordost är den platt.  Trakten runt Prados Redondos är nära nog obefolkad, med mindre än två invånare per kvadratkilometer. Närmaste större samhälle är Molina de Aragón, 10,2 km nordväst om Prados Redondos. Trakten runt Prados Redondos består till största delen av jordbruksmark.